# Tessa Ross

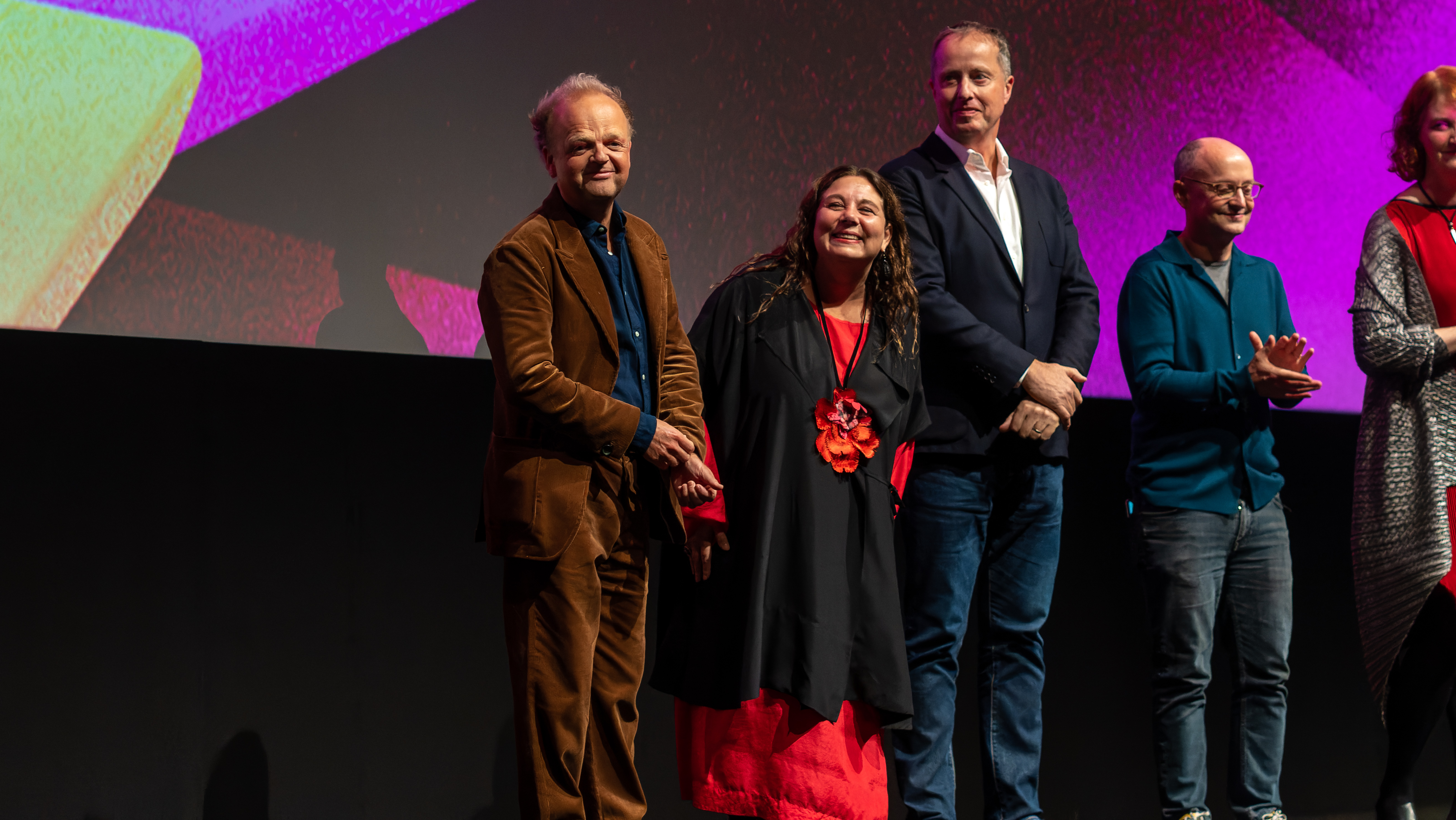
Tessa Ross (2.v.l.), 2022

Tessa Sarah Ross CBE (* Juli 1961 in London) ist eine britische Film- und Fernsehproduzentin.

## Leben und Wirken

### Jugend und Ausbildung
Ross wurde 1961 in eine jüdische Familie in London geboren. Sie besuchte die Westminster School und studierte Orientalistik und Chinesisch an der University of Oxford, wo sie 1980 ihren Abschluss am Somerville College machte. Während ihrer Zeit in Oxford begann sie sich für Theater zu interessieren, wurde Präsidentin der Theatergesellschaft und führte bei diversen Stücken Regie. Später machte sie eine postgraduale Theaterausbildung. Sie ist Ehrenfellow des Somerville College.
Ross lebt in Camden, London, ist verheiratet und hat drei Kinder.

### Karriere
Nach ihrem Studium wurde Ross 1986 Literaturagentin. Danach wechselte sie zum Fernsehen und erteilte Aufträge an Bill Bryden, der am Royal National Theatre gearbeitet hatte und Leiter der Drama-Abteilung der BBC Scotland war. Sie arbeitete auch als Drehbuchredakteurin. Ross war zu dieser Zeit verheiratet und verließ die Firma, als sie schwanger wurde. Danach kehrte sie nach London zurück und leitete 1990 den National Film Development Fund, aus dem später British Screen wurde.
Ab 1993 arbeitete Ross wieder bei der BBC. Sie leitete die Independent Commissioning Group for Drama von 1993 bis 2000 und gab zahlreiche Film- und Fernsehprojekte in Auftrag, unter anderem Billy Elliot und Clocking Off. Ab 2000 arbeitete sie bei Channel 4, wo sie Head of Drama und später Head of Film wurde. Ross leitete Film4 und Film4 Productions von 2002 bis 2014. Im Jahr 2010 wurde sie zur Gouverneurin des British Film Institute ernannt. Im darauffolgenden Jahr wurde sie in den Vorstand des Royal National Theatre berufen und wurde 2014 Generaldirektorin. Im April 2015 trat sie aufgrund von Bedenken hinsichtlich der neuen Führungsstruktur zurück, blieb dem Nationaltheater aber als Beraterin erhalten. Im Laufe ihrer Karriere produzierte Ross zahlreiche Filme als Executive Producer, darunter Slumdog Millionär, 12 Years a Slave oder Ex Machina.
Ross ist Ehrenmitglied der London Film School. Sie wurde 2010 zum Commander of the Order of the British Empire ernannt, 2013 wurde ihr zudem der BAFTA-Ehrenpreis Bester britischer Beitrag zum Kino verliehen.
Für ihre Arbeit als Produzentin von Edward Bergers Film Konklave wurde Ross 2025 für einen Oscar in der Kategorie Bester Film nominiert.

## Filmografie (Produzentin)
- 2022: Das Wunder
- 2023: Starve Acre
- 2023: The Iron Claw
- 2024: Bird
- 2024: Konklave (Conclave)